# FC Modena
Die Modena Football Club 1912, kurz Modena FC, ist ein 1912 gegründeter italienischer Fußballverein aus der emilianischen Stadt Modena. Zur Saison 2022/23 spielt der Verein in der Serie B.
Weitere Bezeichnungen sind I Canarini und Il Gialloblù („Die Gelb-Blauen“).
Heimspielstätte ist das rund 21.000 Zuschauer fassende Stadio Alberto Braglia.

## Geschichte

### Anfänge
Im Jahre 1908 wurden die ersten beiden Fußballmannschaften in der norditalienischen Stadt Modena gegründet, ein Studentenclub und ein Verein der erwachsenen Bevölkerung. 1912 beschloss man, beide Clubs zum FC Modena zu fusionieren. Bei der ersten Vereinssitzung wurden die Vereinsfarben auf Gelb und Blau festgelegt.
Der erste große Erfolg des FC Modena war der Gewinn des regionalen Pokalwettbewerbes, der Coppa Emilia 1916/17. Den ersten großen Erfolg in der Meisterschaft erreichte Modena in der Saison 1924/25, als man in der Girona A der Prima Divisione, der damaligen ersten italienischen Liga, mit einem Punkt hinter dem CFC Genua 1893 Platz zwei belegte und damit die K.-o.-Spiele um die italienische Meisterschaft, die in diesem Jahr schließlich der FC Bologna gewann, nur knapp verpasste. Im Jahr darauf wurde der Verein am Ende Dritter, Erster in der Girona A wurde Titelverteidiger FC Bologna vor dem FC Turin. Am Ende konnte sich Juventus Turin die Meisterschaft sichern. Der FC Modena hielt sich bis 1931 in der ersten Liga, ehe der erstmalige Abstieg in die Serie B folgte.
Im Jahre 1938 stieg der FC Modena zusammen mit Novara Calcio in die Serie A auf. Dort konnte sich die Mannschaft nur ein Jahr halten, bevor erneut der Gang in die Zweitklassigkeit angetreten werden musste. Bis zur Zwangspause bedingt durch den Zweiten Weltkrieg, der sich nunmehr auf die ganze Welt ausgebreitet hatte und in den auch Italien auf Seiten Hitlerdeutschlands involviert war und dadurch kein Spielbetrieb möglich war, fungierte der FC Modena als „Fahrstuhlmannschaft“ zwischen Serie A und Serie B.

### Dauerhafte Zweitklassigkeit
Nach Ende des Zweiten Weltkrieges wurde auch in Italien der Spielbetrieb wieder aufgenommen. In der Saison 1945/46 konnte sich der FC Modena in einer Qualifikationsrunde, die alle vor dem Krieg erst- oder zweitklassigen Mannschaften bestritten, für die Serie A 1946/47 qualifizieren, wo der Verein am Ende Rang 3 hinter dem Duo FC Turin und Juventus Turin belegte. Im Jahr darauf wurde Platz 5 erreicht. Der Verein, der sich während des Krieges kurz in G.S. Modena umbenannte, aber nach Ende des Konfliktes wieder seinen ursprünglichen Namen annahm, wurde im Folgejahr nur 19. und musste in die zweite Liga absteigen. Es folgte lange Zeit in der Serie B, die sich über rund dreißig Jahre mit wenigen Auf- und Abstiegen hinzog.
Nach einem zwischenzeitlichen Abstieg in die Serie C startete der Verein Anfang der 1960er Jahre einen Durchmarsch bis in die Serie A. Nachdem man zusammen mit AS Lucchese Libertas und Cosenza Calcio 1961 in die Serie B aufgestiegen war, belegte Modena dort sofort Platz 3 hinter dem CFC Genua und dem SSC Neapel, was den Aufstieg in die Serie A, erstmals seit fast 15 Jahren, bedeutete. Dort folgte nach Rang 11 im nächsten Jahr der Abstieg als Tabellendrittletzter zusammen mit SPAL Ferrara und dem AS Bari. Es folgte erneut eine lange Zeit in der zweiten Liga, die nur durch die zwischenzeitlichen Abstürze in die Serie C von 1972 bis 1975 und von 1978 bis 1990 unterbrochen wurde.

### Entwicklung seit 1994
1994 stieg der FC Modena erneut in die Serie C1, die heutige Lega Pro Prima Divisione, ab, nachdem man vier Jahre zuvor aus ebendieser Liga zurückkehrte. Im Jahr 2000 begann dann der Aufschwung des FC Modena. Zunächst gelang in der Saison 2000/01 Platz 1 in der Girona A der Serie C1 vor Como Calcio und der damit verbundene Aufstieg in die Serie B zusammen mit US Palermo, Como Calcio und ACR Messina. Ebenfalls gewann Modena in diesem Jahr die Supercoppa di Lega di Prima Divisione gegen den US Palermo. Nach dem Aufstieg in die Serie B spielte Modena sofort oben mit in der zweiten italienischen Liga. Mit Platz 2 hinter Como Calcio, das ebenfalls einen Durchmarsch durchführte, und vor Reggina Calcio und dem FC Empoli, die auch aufstiegen, konnte der FC Modena wieder in die Serie A aufsteigen. Nach zwei Jahren folgte wieder der Abstieg in die Serie B, in der man seitdem spielt. 2006 scheiterte Modenas erneuter Aufstieg nur knapp in den Play-offs gegen den AC Mantova. Im November 2017 wurde der Verein aufgelöst und 2018 neu gegründet.

## Personal

### Ehemalige Spieler
- Daniele Adani 1991–1994, Verteidiger, 48 Spiele – 1 Tor
- Angelo Alessio
- Nicola Amoruso 2003–2004, Stürmer, 25 Spiele – 5 Tore
- Raúl Banfi 1939–1941 und 1942–1944, Stürmer, 74 Spiele – 48 Tore
- Giuseppe Baresi 1992–1994, Mittelfeldspieler, 73 Spiele – 0 Tore
- Sergio Bertoni 1947–1949, Stürmer, 58 Spiele – 7 Tore
- Sergio Brighenti 1949–1952 und 1963–1964, Stürmer, 31 Spiele – 10 Tore
- Cristian Bucchi
- Nicola Caccia
- Giovan Battista Fabbri
- Daniele Galloppa
- Luca Garritano 2015, Stürmer, 21 Spiele – 3 Tore
- Giuseppe Gemiti 2005–2007, 2008–2009, Mittelfeldspieler, 45 Spiele – 1 Tor
- Giorgio Ghezzi
- Asamoah Gyan 2004–2006, Stürmer, 53 Spiele – 15 Tore
- András Kuttik
- Nicola Legrottaglie 2000–2001, Verteidiger, 32 Spiele – 1 Tor
- John Mensah 2004, Verteidiger, 6 Spiele – 0 Tore
- Emiliano Moretti 2003, Verteidiger, 9 Spieler – 0 Tore
- Vedin Musić 2003–2005, Mittelfeldspieler, 28 Spiele – 1 Tor
- Ovidiu Petre 2011–2012, Mittelfeldspieler, 19 Spiele – 1 Tor
- Ivo Pulga 1984–1985, Mittelfeldspieler, 34 Spiele – 2 Tore
- Stefano Sacchetti
- Giuseppe Sculli 2002–2003 und 2005–2006, Stürmer, 31 Spiele – 8 Tore
- Lucidio Sentimenti 1938–1942, Torwart, 86 Spiele – 1 Tor
- Aldo Simoncini 2004
- Stefano Sturaro 2012–2013, Mittelfeldspieler, 8 Spiele – 0 Tore
- Luca Toni 1994–1996, Stürmer, 52 Spiele – 7 Tore

### Ehemalige Trainer
- Stefano Angeleri
- Luigi Apolloni
- Manlio Bacigalupo
- Ottavio Barbieri
- Giorgio Barbolini
- Gianfranco Bellotto
- Cristiano Bergodi
- Eugenio Bersellini
- Paolo Bianco
- Umberto Caligaris
- Aldo Campatelli
- Franco Colomba
- Giancarlo Corradini
- Leonardo Costagliola
- Franco Cresci
- Hernán Crespo
- Gianni De Biasi
- Carlo Facchin
- Adriano Fedele
- Paolo Ferrario
- Attilio Fresia
- Pierluigi Frosio
- Annibale Frossi
- Cesare Gallea
- Mario Genta
- József Ging
- Bruno Giorgi
- Árpád Hajós
- Renzo Magli
- Alberto Malesani
- Dario Marcolin
- Luigi Mascalaito
- Ferruccio Mazzola
- Alfredo Mazzoni
- Bortolo Mutti
- William Negri
- János Nehadoma
- Maino Neri
- Alfredo Notti
- Francesco Oddo
- Bruno Pace
- Giuseppe Pancaro
- Imre Payer
- Umberto Pinardi
- Stefano Pioli
- Ivo Pulga
- József Rady
- Leandro Remondini
- Battista Rota
- Stefano Sacchetti
- Sergio Santarini
- Alessandro Scanziani
- Rudolf Stanzel
- Paolo Stringara
- László Székely
- Paolo Todeschini
- Renzo Ulivieri
- Giampiero Vitali
- Daniele Zoratto

## Vereinserfolge
- Zweitligameister (2): 1937/38, 1942/43
- Drittligameister (5): 1960/61, 1974/75, 1989/90, 2000/01, 2021/22
- Viertligameister: 1979/80
- Superpokalsieger Serie C (2): 2001, 2022
- Englisch-italienischer Pokalsieger (2): 1981, 1982

## Statistik

### Ligazugehörigkeit
Aufgeführt ist die Ligazugehörigkeit des FC Modena seit der Gründung der Serie A im Jahr 1929. 
| - 1929–1932: Serie A (I) - 1932–1938: Serie B (II) - 1938–1940: Serie A (I) - 1940–1941: Serie B (II) - 1941–1942: Serie A (I) - 1942–1943: Serie B (II) - 1945–1949: Serie A (I) - 1949–1960: Serie B (II) - 1960–1961: Serie C/G1 (III) - 1961–1962: Serie B (II) - 1962–1964: Serie A (I) - 1964–1972: Serie B (II) - 1972–1975: Serie C/G2 (III) - 1975–1978: Serie B (II) |  | - 1978–1979: Serie C1/G1 (III) - 1979–1980: Serie C2/G1 (IV) - 1980–1986: Serie C1/G1 (III) - 1986–1988: Serie B (II) - 1988–1990: Serie C1/G1 (III) - 1990–1994: Serie B (II) - 1994–2001: Serie C1/G1 (III) - 2001–2002: Serie B (II) - 2002–2004: Serie A (I) - 2004–2016: Serie B (II) - 2016–2017: Lega Pro (III) - 2018–2019: Serie D/G4 (IV) - 2019–2022: Serie C/G2 (III) - seit 2022: Serie B (II) |

### Vereinsrekorde
Serie A
- Spieler mit den meisten Einsätzen:  Renato Braglia, 484 Spiele
- Spieler mit den meisten Toren:  Renato Brighenti, 82 Tore
- Höchster Heimsieg: 6:0 gegen die AS Livorno, Serie A 1929/30
- Höchste Heimniederlage: 0:5 gegen die SSC Neapel, Serie A 1929/30
- Höchster Auswärtssieg: 4:0 gegen die SSC Venedig, Serie A 1939/40
- Höchste Auswärtsniederlage: 1:9 gegen Lazio Rom, Serie A 1931/32